# Enigma (rod)
Enigma, rod crvenih algi još nepoznatog taksonomskog statusa, pa su potrebna daljnja istraživanja. Postoje dvije vrste

## Vrste
1. Enigma aculeata Daugbjerg & Vørs
2. Enigma calcareophila Weber Bosse; tipična